# Danedream
Danedream je dostihový kůň, klisna narozená a trénovaná v Německu. V říjnu 2011 zvítězila v nejlépe dotovaném evropském dostihu Prix de l'Arc de Triomphe v Paříži a časem 2:24,49 vytvořila rekord dostihu.
Nyní v chovu.

## Vítězství v velkých dostizích
Německo
- Grosser Preis von Berlin (2011)
- Grosser Preis von Baden (2011)

 Francie
- Prix de l'Arc de Triomphe (2011)

 Itálie
- Oaks d'Italia (2011)

(ve všech dostizích žokej Andrasch Starke)